# Antonio Maria del Fiore
Antonio Maria del Fiore est un mathématicien de la Renaissance italienne. Élève de Scipione del Ferro, il en hérite une méthode pionnière pour résoudre l'équation cubique {\displaystyle x^{3}+px=q} mais s'en vante tant qu'il conduit Niccolò Fontana Tartaglia aux mêmes découvertes.